# Иванович, Андрей Викторович
Андрей Викторович Иванович (рум. Andrei Ivanovici, 1968 год, Бухарест, Румыния) — пианист, педагог.

## Биография
Андрей Иванович — родился в 1968 году в Бухаресте в семье дипломата. Правнук известного румынского композитора Иона Ивановичи (1845—1902) (автора более 100 вальсов, в том числе Дунайские волны). Высшее образование получил в Санкт-Петербургской консерватории, Российской Академии музыки (Москва) и Высшей Школе музыки в г. Карлсруэ (Германия). На протяжении обучения его педагогами были Н. Н. Перунова, И. А. Антонова, профессор Н. А. Южанин.
Андрей Иванович Лауреат международных конкурсов: «Stiftung-To massoni» (Кельн, Германия), «Casagrande» (Терни, Италия), «W. Cappell» (Вашингтон, США), Международного конкурса в Салерно (Италия), обладатель Grand Prix и Золотой медали на «World piano competition» (Цинциннати, США).

## Творчество
Андрей Иванович активно гастролирует в России, Германии, Италии, Франции, Бельгии, Финляндии, Португалии, Америке, Греции, Японии и др. странах.
- В 2001 г. канадской компанией CBC были осуществлены съёмки документального фильма о пребывании Гленна Гульда в 1957 г. в России. В исполнении Андрея Ивановича в этом фильме прозвучали произведения Баха, входившие в репертуар канадского пианиста. Этот фильм на Монреальском кинофестивале 2002г получил Гран-при в номинации «лучший документальный фильм об искусстве».[4]
- В 2003 г. к столетнему юбилею Е. А. Мравинского А.Иванович осуществил запись, включившую неопубликованные фортепианные сочинения дирижёра на английском канале Би-Би-Си (ВВС).
- В 2007 г. по заказу ARTE были осуществлены съёмки фильма «С.Прокофьев: неоконченный дневник»[5], весь музыкальный материал которого был записан при участии А.Ивановича. Фильм в 2009 году был удостоен Специального приза жюри 42-го международного кинофестиваля в Хьюстоне.[6]

## Дискография
В течение 1999—2002 гг. вышло 15 компакт-дисков с его интерпретациями произведений Моцарта, Дебюсси, Мусоргского, Прокофьева, Щедрина, Рахманинова, Грига и Шопена.